# Night Spot
Night Spot és una pel·lícula de comèdia estatunidenca de 1938 dirigida per Christy Cabanne i escrita per Lionel Houser. La pel·lícula és protagonitzada per Harry Parke, Allan Lane i Gordon Jones. Es va estrenar el 25 de febrer de 1938 per RKO Pictures.

## Argument
Marge Dexter està avorrida de la seva carrera i vol cantar, així que va a una entrevista al Royal Beach Club propietat del gàngster Marty Davis, aconsegueix la feina, però hi ha dos policies que treballen encoberts com a membres de la banda.

## Repartiment
- Harry Parke com Gashouse
- Allan Lane com Pete Cooper
- Gordon Jones com Riley
- Joan Woodbury com Marge Dexter
- Lee Patrick com Flo Bradley
- Bradley Page com Marty Davis
- Jack Carson com Shallen
- Frank M. Thomas com cap de cambrers
- Joseph Crehan com Inspector Wayland
- Cecil Kellaway com Willard Lorryweather
- Rollo Lloyd com Vail